# 縁台

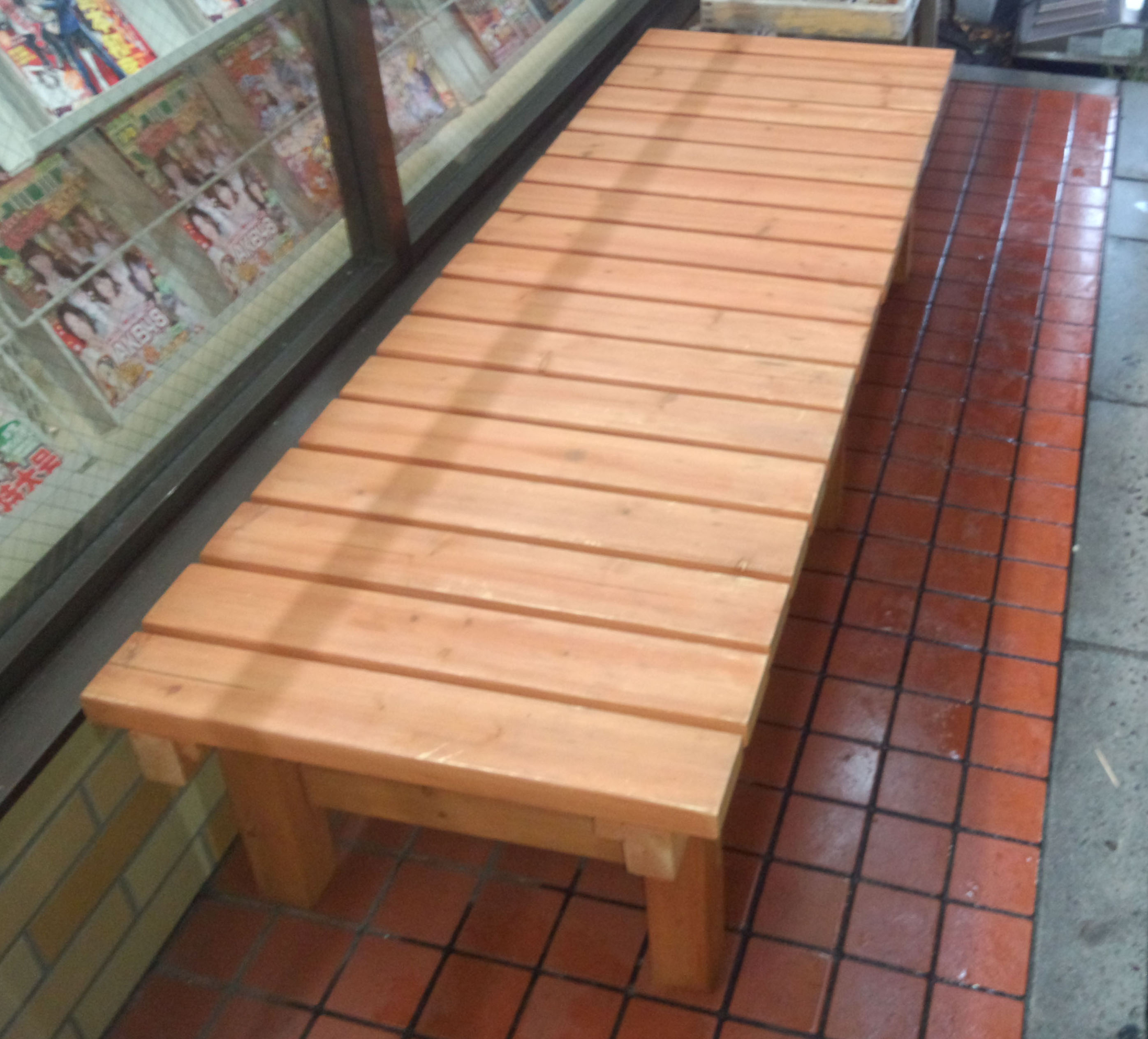
縁台

縁台（えんだい）は、個人の家の庭や近所の露地において、休息や夏場の夕涼みなどに用いられる主に木製の腰掛。

## 解説
大人が1人か2人くらいが腰かけてちょうどよいくらいのサイズが一般的。家に縁側のない家では、これが縁側代わりになることもあった。関東地方では縁台と呼ばれるのに対して、特に関西地方では、茶店の店先や町家の軒先などに出す縁台は床几（しょうぎ）と呼称する。
俳句の夏の季語で、縁台を詠んだ句は多数ある。作家の井伏鱒二も、東京日日新聞に文壇縁台俳句と題して、白井喬二、今井邦子とともに自分の句を出したことがある。ただし、この句には縁台は出てこない。「もそっと、自棄になれ稲妻こぼす雲の足」。（東京日日新聞朝刊、21522号、昭和11年7月29日）
縁台は日本では江戸時代には一般化しており、浮世絵でも縁台に腰掛ける美人画（山崎龍女「縁台美人喫煙図」、懐月堂（長陽堂）安知「縁台美人図 」、宮川長春「縁台美人図」など）などが描かれている。また縁台将棋は庶民の気軽な楽しみとして、昭和40年頃まで都市の住宅街で見かけられた。中国やインドでは現在でも住居や店舗前に設置した縁台に腰掛けて休憩する光景が見受けられる。

## 材質
杉や檜などの木材を使用しているものが多いが、屋外で使われる家具であるため、耐久性や移動に配慮された、竹製、アルミ製ものもある。ウッドの組み立て式のものが市販されているほか、エクステリアの一部としてウッドデッキに調和した製品もある。

## 地域的特色
九州各地に縁台を意味する「ばんこ」という方言形がある。この語は、ポルトガル語 banco（英語のbench、bankと同語源）からの借用語と見られ、縁台が外来であることをうかがわせる。
四国ではみせ造りと呼ばれる建築様式があり、昼間は折りたたみ式の縁台に商品を並べる陳列台として使用し、夜は雨戸として併用されていた。阿南室戸歴史文化道の徳島県海部郡海陽町にはみせ造りの町並みが残っている。
似通った例として、池波正太郎の小説『剣客商売』の中で、深川の又六が、畳二枚ほどの縁台で鰻売りの店を出しているという話が出てくる。又六は、このシリーズ作品の常連の脇役で、複数の作品に登場する。
福井県には「ガッタリ」と呼ばれる折りたたみ式の縁台がある。別名を「揚見世」（あげみせ）といい、四国のものと同じように商品を並べる用途を兼ねる。